# Back Up Train
Back Up Train è l'album discografico di debutto del cantante soul statunitense Al Green, pubblicato nel 1967.

## Tracce
1. Back Up Train – 2:19
2. Hot Wire – 2:55
3. Stop and Check Myself – 1:41
4. Let Me Help You – 1:47
5. I'm Reachin' Out – 2:43
6. Don't Hurt Me No More – 2:16
7. Don't Leave Me – 2:17
8. I'll Be Good to You – 2:13
9. Guilty – 2:56
10. That's All It Takes (Lady) – 2:19
11. Get Yourself Together – 2:25
12. What's It All About – 1:54
13. A Lover's Hideaway – 2:36